# Parc de Ben Aknoun
Le parc de Ben Aknoun est un parc situé au Sud Ouest d'Alger, en Algérie dans le quartier Saïd Hamdine. Il est situé entre Ben Aknoun et Hydra. Il a ouvert ses portes en 1982 dans la forêt de Ben Aknoun.

## Le complexe

### Les éléments du complexe
Le parc de Ben Aknoun est divisé en deux zones et comprend un zoo et un parc d'attractions. Sa superficie est de 304 hectares, aménagée en plein centre urbain, elle est répartie en plusieurs zones : 50 ha réservés aux attractions (20 ha manèges) et aires de détente, 40 ha aux animaux, 200 ha de forêts, 2 hôtels le Mouflon d'or et la résidence Le Moncada, de nombreux commerces et lieux de restauration appartenant à des particuliers, ainsi que plusieurs hectares de terre non exploitées. Des moyens de transport étaient mis à la disposition des visiteurs : train touristique et 2 télécabines aériennes. Cependant, "les équipements sont tombés en ruine les uns après les autres sans être jamais remplacés".
Bien qu'un jeune hippopotame y soit né en 2011, l'état du parc est considéré comme déplorable.